# Thomas S. Butler
Thomas Stalker Butler, född 4 november 1855 i Chester County i Pennsylvania, död 26 maj 1928 i Washington D.C., var en amerikansk politiker. Han var ledamot av USA:s representanthus från 1897 fram till sin död.
Butler studerade juridik och inledde 1877 sin karriär som advokat i Pennsylvania. I kongressvalet 1896 blev han invald som obunden republikan, dvs. en republikansk kandidat som inte var partiets officiella kandidat. Han omvaldes femton gånger som republikan.
Butler avled 1928 i ämbetet och efterträddes som kongressledamot av James Wolfenden. Butler gravsattes på Oaklands Cemetery i West Chester.